# Saison 1998 de la Ligue canadienne de football
Chronologie
Saison précédente Saison suivante
1998 est la 41e saison de la Ligue canadienne de football et la 115e saison depuis la fondation de la Canadian Rugby Football Union en 1884.

## Événements
La Ligue canadienne de football signe un contrat de télédiffusion de cinq ans avec TSN pour un montant de 35 millions de dollars,. 

## Classements
| Clt   | Équipe                   | PJ | V  | D  | N | BP  | BC  | Pts |
| ----- | ------------------------ | -- | -- | -- | - | --- | --- | --- |
| +001, | Tiger-Cats de Hamilton   | 18 | 12 | 5  | 1 | 503 | 351 | 25  |
| +002, | Alouettes de Montréal    | 18 | 12 | 5  | 1 | 470 | 435 | 25  |
| +003, | Argonauts de Toronto     | 18 | 9  | 9  | 0 | 452 | 410 | 18  |
| +004, | Blue Bombers de Winnipeg | 18 | 3  | 15 | 0 | 399 | 588 | 6   |

| Clt   | Équipe                           | PJ | V  | D  | N | BP  | BC  | Pts |
| ----- | -------------------------------- | -- | -- | -- | - | --- | --- | --- |
| +001, | Stampeders de Calgary            | 18 | 12 | 6  | 0 | 558 | 397 | 24  |
| +002, | Eskimos d'Edmonton               | 18 | 9  | 9  | 0 | 396 | 450 | 18  |
| +003, | Lions de la Colombie-Britannique | 18 | 9  | 9  | 0 | 394 | 427 | 18  |
| +004, | Roughriders de la Saskatchewan   | 18 | 5  | 13 | 0 | 411 | 525 | 10  |

## Séries éliminatoires

### Demi-finale de la division Ouest
- 8 novembre : Lions de la Colombie-Britannique 33 - Eskimos d'Edmonton 40

### Finale de la division Ouest
- 15 novembre : Eskimos d'Edmonton 10 - Stampeders de Calgary 33

### Demi-finale de la division Est
- 8 novembre : Argonauts de Toronto 28 - Alouettes de Montréal 41

### Finale de la division Est
- 15 novembre : Alouettes de Montréal 20 - Tiger-Cats de Hamilton 22

### 86ecoupe Grey
- 22 novembre : Les Stampeders de Calgary gagnent 26-24 contre les Tiger-Cats de Hamilton au stade de Winnipeg à Winnipeg (Manitoba).

## Honneurs individuels
- Joueur par excellence : Mike Pringle (DO), Alouettes de Montréal
- Joueur défensif par excellence : Joe Montford (en) (AD), Tiger-Cats de Hamilton
- Joueur de ligne offensive par excellence :  Fred Childress (en) (G), Stampeders de Calgary
- Joueur canadien par excellence : Mike Morreale (RÉ), Tiger-Cats de Hamilton
- Recrue par excellence : Mustafah Muhammad (en) (DD), Lions de la Colombie-Britannique